# Attila Kelemen
Attila Béla Ladislau Kelemen (* 4. Mai 1948 in Târgu Mureș, Kreis Mureș; † 8. Januar 2022) war ein rumänischer Politiker und Mitglied des Europäischen Parlaments für die Demokratische Union der Ungarn in Rumänien. Im Zuge der Aufnahme Rumäniens in die Europäische Union gehörte er vom 1. Januar bis zum 9. Dezember 2007 dem Europäischen Parlament an und war dort Mitglied in der Fraktion der Europäischen Volkspartei (Christdemokraten) und Europäischer Demokraten.

## Posten als Abgeordneter des Europäischen Parlaments
- Mitglied im Ausschuss für Landwirtschaft und ländliche Entwicklung
- Mitglied in der Delegation für die Beziehungen zu Südafrika
- Stellvertreter im Fischereiausschuss